# Konami Bemani Twinkle
Konami Bemani Twinkle es una placa de arcade creada por Konami destinada a los salones arcade.

## Descripción
El Konami Bemani Twinkle fue lanzada por Konami en 1999 y está basada en el hardware de PlayStation.
El sistema posee un procesador R3000A de 32 bit RISC a 33.8688MHz, y el audio lo gestionaba el 68000, que manejaba dos chips de audio RF5c400 y el Playstation SPU.
En esta placa funcionaron las primeras 10 entregas de beatmania IIDX.

## Especificaciones técnicas

### Procesador
- R3000A 32 bit RISC processor, Clock - 33.8688MHz, Operating performance - 30 MIPS, Instruction Cache - 4KB 
  - BUS: 132 MB/sec.
  - OS ROM: 512 Kilobytes

### Audio
- 68000 @ 16MHz

Chip de sonido
- RF5c400
- Playstation SPU, 24 Channels, 44.1KHz sample rate, PCM audio source, Digital effects include: Envelope, Looping, Digital Reverb, Load up to 512K of sampled waveforms, Supports MIDI Instruments.

### Memoria Ram
- 2 Mb.

### Tarjeta gráfica
- 2 Mb., 360.000 polígonos/s, dibujado sprite/BG , frame buffer ajustable, No line restriction, 4,000 8x8 pixel sprites con escala y rotación individual, fondos simultáneos (Parallax scrolling).
  - Efectos de Sprite: Rotation, Scaling up/down, Warping, Transparency, Fading, Priority, Vertical and horizontal line scroll.
  - 16.7 million colors, Unlimited CLUTs (Color Look-Up Tables).
  - otros: custom geometry engine, custom polygon engine, MJPEG decoder.

## Lista de videojuegos
- Beatmania IIDX
- Beatmania IIDX 2nd Style
- Beatmania IIDX 3rd Style
- Beatmania IIDX 4th Style
- Beatmania IIDX 5th Style
- Beatmania IIDX 6th Style
- Beatmania IIDX 7th Style
- Beatmania IIDX 8th Style
- Beatmania IIDX Club Version
- Beatmania IIDX Substream